# Santa Cecília de Puiforniu
Santa Cecília de Puiforniu és l'església del poble de Puiforniu, pertanyent al terme municipal de Soriguera, a la comarca del Pallars Sobirà. Formava part del seu terme primigeni. És a l'extrem nord-est del poble, a l'extrem de llevant del petit pla on s'assenta Puiforniu.